# Ubayette
Die Ubayette ist ein Gebirgsfluss in Frankreich, der im Département Alpes-de-Haute-Provence in der Region Provence-Alpes-Côte d’Azur verläuft. Sie entspringt im französischen Teil der Cottischen Alpen, nahe der italienischen Grenze, beim Berggipfel Tête de l’Enchastraye (2954 m) im Gemeindegebiet von Larche im Nationalpark Mercantour, entwässert mit starkem Gefälle Richtung Nord bis Nordwest und mündet nach rund 21 Kilometern an der Gemeindegrenze von La Condamine-Châtelard und Saint-Paul-sur-Ubaye als linker Nebenfluss in die Ubaye.

## Orte am Fluss
(Reihenfolge in Fließrichtung)
- Larche
- Meyronnes

## Tourismus
Die Ubayette ist ein extremer Kajakwildwasserfluss. In den Bergen des Oberlaufs wird Wintersport betrieben.